# Sindrome nefritica
La sindrome nefritica è un complesso di segni e sintomi che può manifestarsi in molte nefropatie. Si presenta con ematuria (talvolta associata a presenza di cilindri ematici nelle urine), edema e ipertensione. In alcuni casi è associata ad insufficienza renale acuta.

## Reperti di laboratorio
La proteinuria è spesso presente in quantità modesta, comunque <3 g/die. Spesso si osserva una transitoria riduzione della velocità di filtrazione glomerulare; in alcuni casi si ha un aumento dei livelli di creatinina sierica. Spesso sono presenti alterazioni dell'escrezione urinaria di sodio, che possono essere responsabili dell'edema (tipicamente periorbitario, più frequente nei soggetti giovani) e dell'ipertensione (più comune negli anziani).

## Eziologia
Una sindrome nefritica si può osservare in seguito ad infezioni batteriche o virali delle alte vie respiratorie. In particolare, in seguito ad un'infezione da streptococco di gruppo A può insorgere una sindrome nefritica provocata dalla formazione di immunocomplessi che si depositano a livello glomerulare; la formazione degli immunocomplessi è stimolata da alcuni antigeni tipici dello streptococco (glomerulonefrite post-streptococcica). Anche altri agenti infettivi possono essere responsabili di glomerulonefrite acuta con sindrome nefritica. 
Altre possibili cause sono:
- Glomerulonefrite rapidamente progressiva
- Glomerulonefrite a depositi mesangiali di IgA o malattia di Berger